# 海华沙

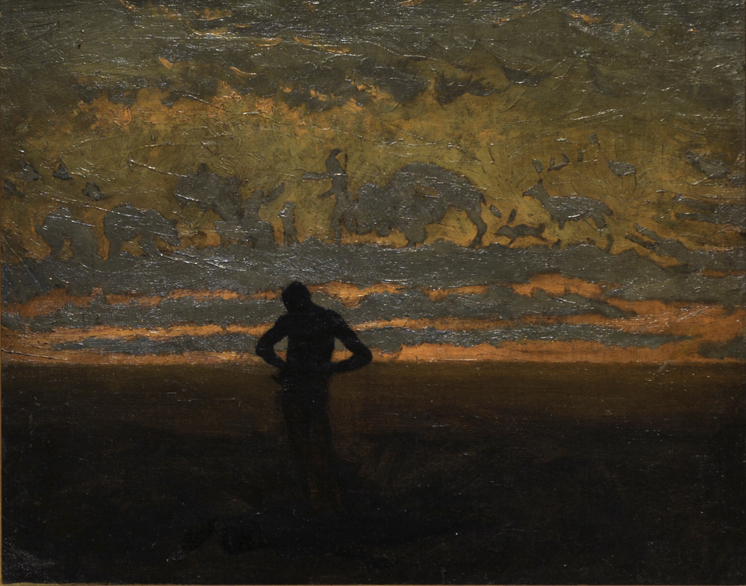
《海华沙》，湯姆·艾金斯绘

海华沙（Hiawatha），美洲原住民史前人物，奥农达加（一说莫霍克）部族领袖，被认为是易洛魁联盟的创建者之一。其确切生平记载较为罕见，但可确定的是，海华沙是休伦族先知“大媾合家”（本名德坎纳维达，Deganawida）的追随者之一，最伟大的成就是以出色的语言艺术促成了长屋部族的联合、成立易洛魁联盟。